# Геролд Млади
Геролд Млади или Геролд II (на немски: Gerold II; † 1 септември 799) е алемански маркграф на Аварската марка, префект на Бавария и основател на род Геролдони.

## Биография
Геролд е син на граф Геролд от Винцгау (Удалрихинги) и Има, дъщеря на алеманския дук Хнаби (от Геролд Агилолфингите), основател на старата линия на род Ахалолфинги и на Хересвинд. Той е брат на Хилдегард, която се омъжва през 771 г. за Карл Велики.
Геролд е доверник на Карл Велики и го придружава през 773/774 г. в похода му против лангобардите. Той се отличава и е направен signifer на франкския крал.
През 785 и 790 г. той е споменат в документи като граф в Баар (Bertoldsbaar). Геролд играе вжна роля при интеграцията на Бавария във франкската империя и в борбата против последния баварски херцог Тасило III. След свалянето на Тасило през 788 г. Геролд е номиниран за префект на Бавария. Карл Велики го изпраща да се бие против аварите. Там той се отличава с херцог Ерик от Фриули и Карл Велики дава воденето на целия поход на Геролд, Ерик и неговия син Пипин от Италия. Той се отличава и в боевете против саксите и славяните.
През 799 г. Геролд умира в битка при аварите в Панония заедно с Ерик и неговия син.